# Fuentes de las Palomas (Sevilla)

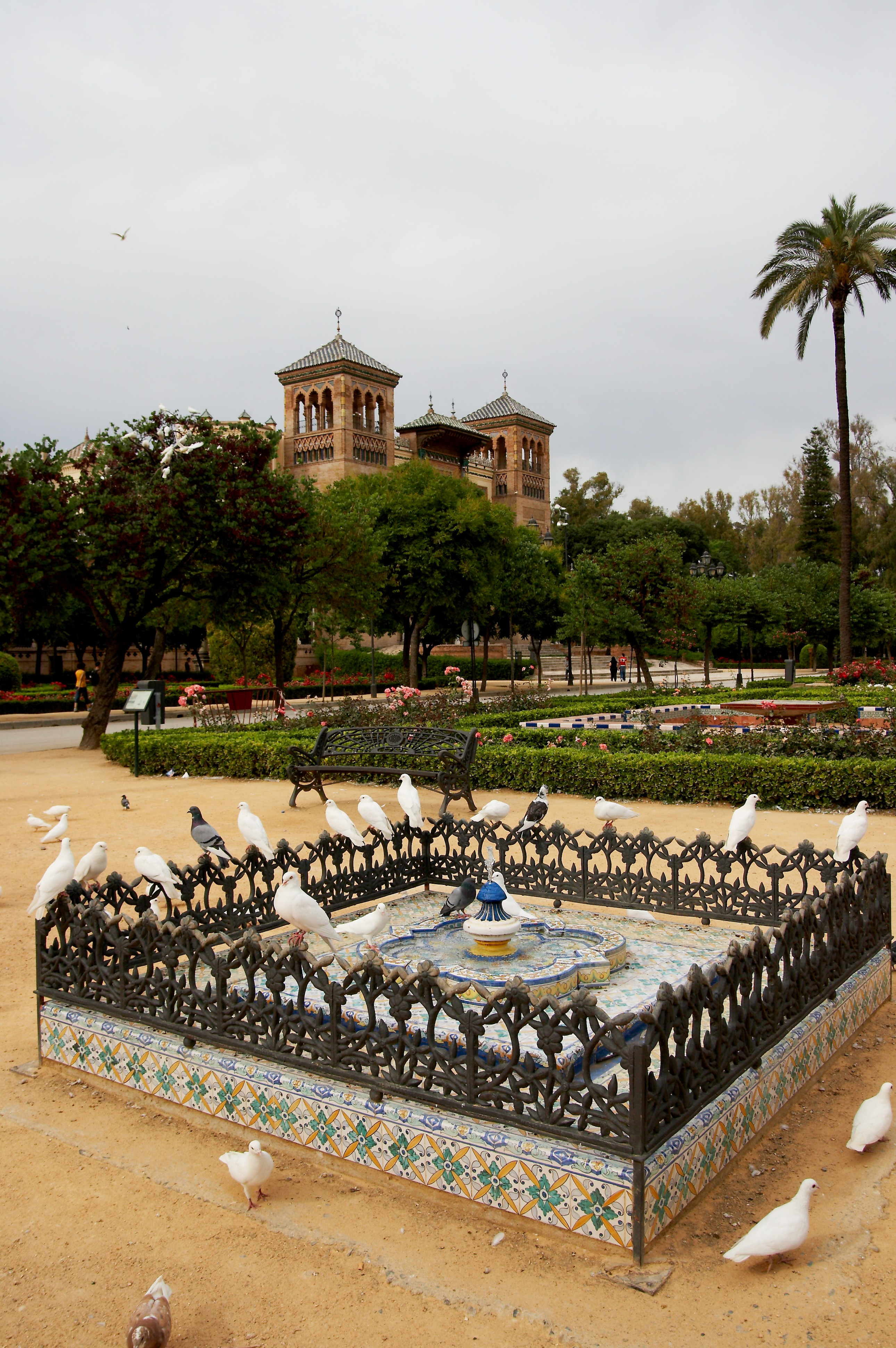
Una de las Fuentes de las palomas

Las fuentes de las Palomas, también llamada por el nombre menos conocido de glorieta de las Palomas, se encuentra en la plaza de América (antes Huerto de Mariana), punto de concentración y lugar donde viven y sobrevuelan constantemente numerosas palomas que le dan el apodo de “Parque de las Palomas” al Parque de María Luisa.
Cerca del acceso al parque desde el paseo de las Delicias están las dos fuentes que se conocen como “de las Palomas”, en principio eran tres parejas de las que sólo queda el par que se observa y que fueron restauradas en 1993. La falta de vigilancia de la zona ha sido bastante para que se hayan perdido las cuatro restantes, lo mismo que la decapitación de una de las figuras supervivientes.
Parece ser que aquí no llegó la tan temida “gripe aviar” que acabó con la venta ambulante que cada domingo existían en la plaza de la Alfalfa, de ser así, el parque no sería lo que es.
Las fuentes fueron realizadas y ubicadas aquí en el año 1964.
Situadas cerca de las pequeñas glorietas de la Mesa Mural y del Reloj.
- Datos: Q8962971
- Multimedia: Fuente de las Palomas / Q8962971